# Tiểu mạo mạng
Mitreola reticulata là một loài thực vật có hoa trong họ Mã tiền. Loài này được Tirel mô tả khoa học đầu tiên năm 1969.